# بيورن ديلي

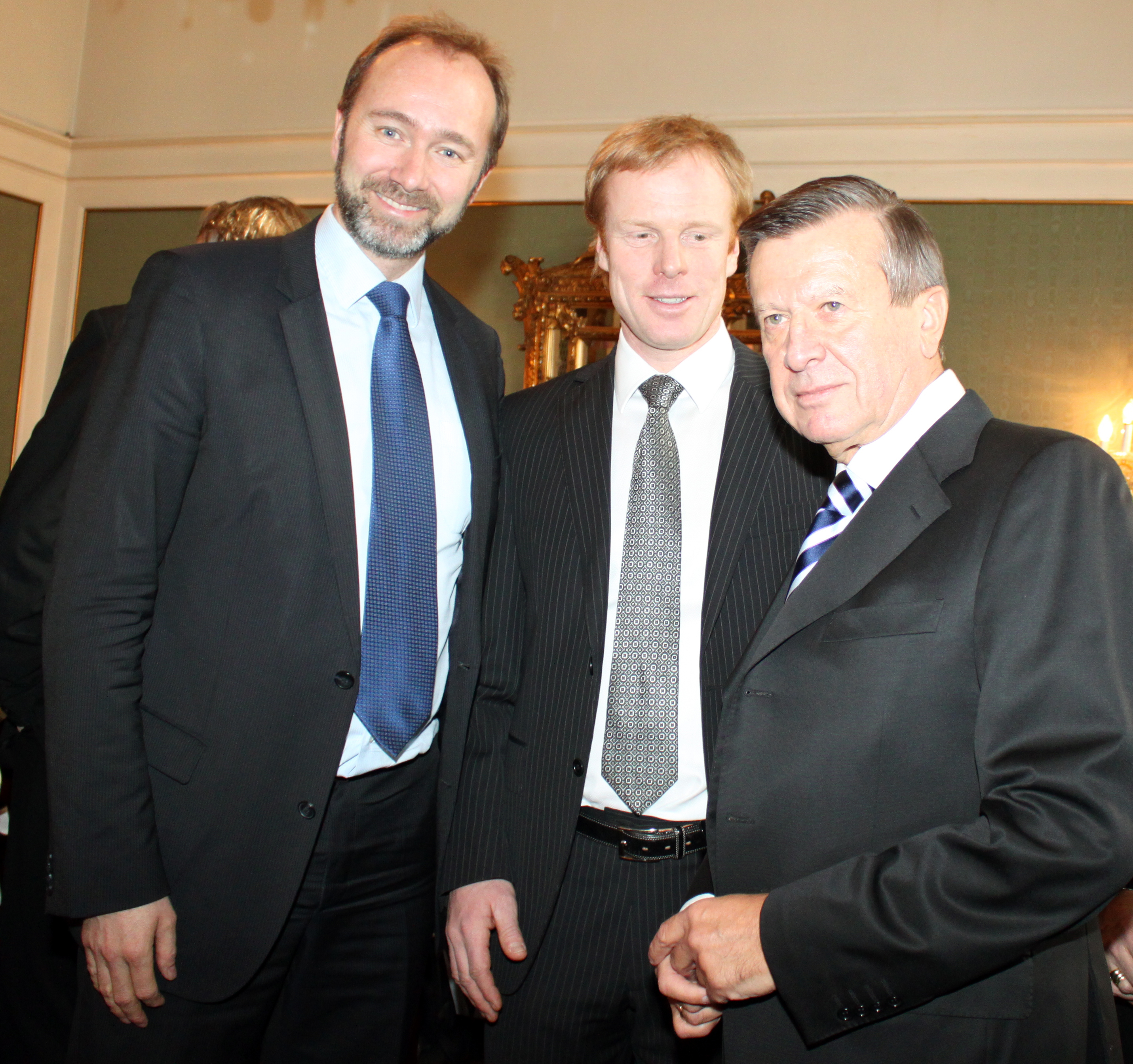
بيورن ديلي (وسط).

بيورن ديلي (Bjørn Dæhlie) هو لاعب أولمبي لرياضة تزلج ريفي من النرويج. شارك في الأولمبياد الشتوي في 1992–1998، وفاز بما مجموعه 12 ميدالية.

## الميداليات
| ذهب | فضة | برونز | المجموع |
| 8   | 4   | 0     | 12      |

## روابط خارجية
- بيورن ديلي على موقع IMDb (الإنجليزية)
- بيورن ديلي على موقع الموسوعة البريطانية (الإنجليزية)
- بيورن ديلي على موقع إن إن دي بي (الإنجليزية)
- بيورن ديلي على موقع ديسكوغز (الإنجليزية)
- بيورن ديلي على موقع الاتحاد الدولي للتزلج (التزلج الريفي) (الإنجليزية)
- بيورن ديلي على موقع اللجنة الأولمبية الدولية (الإنجليزية)
- بيورن ديلي على موقع أوليمبيديا (الإنجليزية)